# NGC 4110
NGC 4110 في الفهرس العام الجديد، هي مجرة، تقع في كوكبة الهلبة. اكتشفت في 1 أبريل 1848 بواسطة ويليام بارسونز.

## روابط خارجية
- NGC 4110 على موقع ويكي سكاي: DSS2, SDSS, GALEX, IRAS, Hydrogen α, X-Ray, Astrophoto, Sky Map, Articles and images